# داريا دوجينا
داريا دوجينا (15 ديسمبر 1992 - 20 أغسطس 2022)، هي صحفية وناشطة سياسية روسية وهي ابنة الفيلسوف اليميني ألكسندر دوغين المعروف بتأييده الرئيس الروسي فلاديمير بوتين.

## مقتلها
في 20 أغسطس 2022 أنفجرت عبوة ناسفة كانت مثبتة في السيارة التي أستقلتها التي في الأصل هي سيارة والداها إلا أنه قرر في اللحظة الأخيرة أنه سيستقل سيارة أخرى.